# Герард Нейбур
Герард Нейбур  (нід. Gerard Nijboer, 18 серпня 1955) — нідерландський легкоатлет, олімпійський медаліст.

## Виступи на Олімпіадах
| Олімпіада         | Дисципліна       | Місце |
| ----------------- | ---------------- | ----- |
| Москва 1980       | марафонський біг | 2     |
| Лос-Анджелес 1984 | марафонський біг | AC    |
| Сеул 1988         | марафонський біг | 13    |